# Мюрберг, Ларс
Ларс Микаэ́ль Мю́рберг (швед. Lars Mikael Myrberg; 23 ноября 1964, Стокгольм) — шведский боксёр полусредней весовой категории, выступал за сборную Швеции во второй половине 1980-х годов. Бронзовый призёр летних Олимпийских игр в Сеуле, победитель национальных первенств, участник многих международных турниров.

## Биография
Ларс Мюрберг родился 23 ноября 1964 года в Стокгольме. Первого серьёзного успеха на ринге добился в 1985 году, когда впервые попал в основной состав национальной сборной и съездил на чемпионат Европы в Будапешт, где, тем не менее, на стадии четвертьфиналов проиграл советскому боксёру Вячеславу Яновскому. Год спустя приехал бороться за медали на чемпионат мира в американский город Рино, однако уже в первом же матче на турнире его выбил кубинец Эдуардо Корреа. На европейском первенстве 1987 года в Турине Мюрберг прошёл в полуфинал, где потерпел поражение от представителя СССР Василия Шишова, который в итоге и стал чемпионом.
Позже благодаря череде удачных выступлений в полусреднем весе на внутренних первенствах Мюрберг удостоился права защищать честь страны на летних Олимпийских играх 1988 года в Сеуле, сумел дойти до полуфинала, и там со счётом 0:5 уступил австралийцу Грэму Чейни. Вскоре после завоевания бронзовой олимпийской медали Ларс Мюрберг покинул сборную Швеции и уже не принимал участия в крупнейших боксёрских турнирах мира. Всего в любителях провёл 147 боёв, из них 117 окончил победой.
В 1996 году после долгого перерыва Мюрберг решил попробовать себя в профессиональном боксе и в январе провёл профессиональный бой против британца Шабы Эдвардса, победив его техническим нокаутом в третьем раунде (соперник не мог продолжать боксировать из-за сильного рассечения). Несмотря на победу, этот бой оказался единственным в профессиональной карьере шведского спортсмена.